# Поццоло-Формигаро
Поццоло-Формигаро (итал. Pozzolo Formigaro) — коммуна в Италии, располагается в регионе Пьемонт, в провинции Алессандрия.
Население составляет 4744 человека (2008 г.), плотность населения составляет 133 чел./км². Занимает площадь 36 км². Почтовый индекс — 15068. Телефонный код — 0143.
Покровителем коммуны почитается святой Себастьян, празднование 20 января.

## Демография
Динамика населения:

## Администрация коммуны
- Официальный сайт: http://www.comunepozzolo.it/